# Istre
|  | Aquest article tracta sobre el municipi de Provença. Vegeu-ne altres significats a «Ister». |

Istre (nom occità) (en francès Istres) és un municipi francès situat al departament de les Boques del Roine i a la regió de Provença – Alps – Costa Blava. L'any 1999 tenia 38.993 habitants.

## Demografia
| Evolució de la població Cassini i INSEE |       |       |       |       |       |       |       |       |
| 1793                                    | 1800  | 1806  | 1821  | 1831  | 1836  | 1841  | 1846  | 1851  |
| 2 081                                   | 2 081 | 1 991 | 2 785 | 3 023 | 3 036 | 3 122 | 3 268 | 3 389 |

| 1856  | 1861  | 1866  | 1872  | 1876  | 1881  | 1886  | 1891  | 1896  |
| ----- | ----- | ----- | ----- | ----- | ----- | ----- | ----- | ----- |
| 3 614 | 3 776 | 3 905 | 3 937 | 3 849 | 3 701 | 3 750 | 3 405 | 3 495 |

| 1901  | 1906  | 1911  | 1921  | 1926  | 1931  | 1936  | 1946  | 1954  |
| ----- | ----- | ----- | ----- | ----- | ----- | ----- | ----- | ----- |
| 3 517 | 3 681 | 3 810 | 5 462 | 5 547 | 7 034 | 7 286 | 5 749 | 8 009 |

| 1962  | 1968   | 1975   | 1982   | 1990   | 1999   | 2006 | 2011 | 2016 |
| ----- | ------ | ------ | ------ | ------ | ------ | ---- | ---- | ---- |
| 9 478 | 13 404 | 18 129 | 28 561 | 35 163 | 38 855 | -    | -    | -    |

| 2019 | - | - | - | - | - | - | - | - |
| ---- | - | - | - | - | - | - | - | - |
| -    | - | - | - | - | - | - | - | - |

## Administració
| Període   | Identitat           | Partit        |
| --------- | ------------------- | ------------- |
| 1977-1998 | Jacques Siffre      | PS            |
| 1998-2001 | Bernardin Laugier   | PS            |
| 2001-2002 | François Bernardini | PS            |
| 2002-2006 | Michel Caillat      | PS            |
| 2006-2008 | Nicole Joulia       | Divers gauche |
| 2008-     | François Bernardini | Divers gauche |

## Agermanaments
- Radolfzell